# 布洛涅河
布洛涅河（法語：Boulogne，法語發音：[bulɔɲ]）是法国卢瓦尔河地区大区大西洋卢瓦尔省与旺代省的河流，是阿什诺河的支流，长86.5千米。